# Prodromul Florei Romane
Prodromul Florei Romane (abreviado Prodr. Fl. Romane) es un libro con ilustraciones y descripciones botánicas que fue escrito por el botánico rumano Dimitrie Brândză y publicado en Bucarest en dos volúmenes en los años 1879 o comienzos de 1880; la segunda parte, entre enero y mayo de 1883.